# Nemosoma mollis
Nemosoma mollis es una especie de coleóptero de la familia Trogossitidae.

## Distribución geográfica
Habita en América Central.